# Mount Johnstone
Mount Johnstone är ett berg i Antarktis. Det ligger i Västantarktis. Nya Zeeland gör anspråk på området. Toppen på Mount Johnstone är 1 230 meter över havet.
Terrängen runt Mount Johnstone är huvudsakligen kuperad, men åt sydväst är den platt. Trakten är obefolkad. Det finns inga samhällen i närheten.